# Thorius maxillabrochus
Espèce
Thorius maxillabrochus est une espèce d'urodèles de la famille des Plethodontidae.

## Répartition
Cette espèce est endémique de l'État de Puebla au Mexique. Elle se rencontre dans les environs de Zoquitlán,.

## Taxinomie
Cette espèce a été relevée de sa synonymie avec Thorius schmidti par Rovito, Parra-Olea, Hanken, Bonett et Wake en 2013 où elle avait été placée par Hanken et Wake en 1998.

## Publication originale
- Gehlbach, 1959 : New plethodontid salamanders of the genus Thorius from Puebla, Mexico. Copeia, vol. 1959, no 3, p. 203-206.